# Проєкт MKULTRA

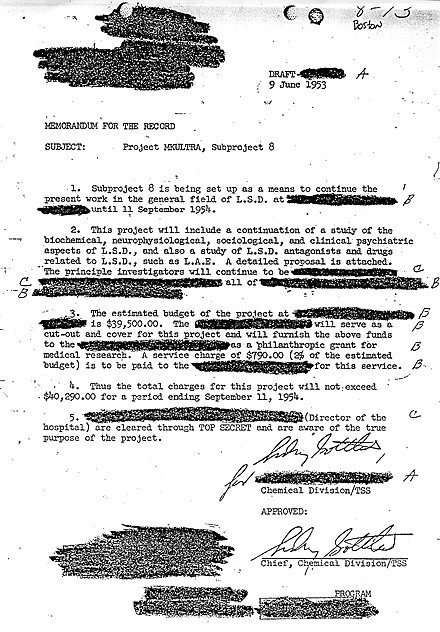
У цьому листі від 9 червня 1953 року схвалив «Підпроект 8» MKUltra щодо ЛСД.

Проєкт MKULTRA або MKUltra (англ. Project MKULTRA), також програма контролю свідомості ЦРУ — серія експериментів над людьми, які були розроблені та застосовані Центральним розвідувальним управлінням Сполучених Штатів. Експерименти часто були незаконними. Вони були призначені для виявлення і розробки ліків та процедур, які повинні використовуватися на допитах, щоб послабити опір людини й змусити її зізнатись через контроль свідомості. Проєкт був організований Управлінням наукової розвідки ЦРУ і узгоджений з Лабораторіями біологічної війни США.
Проєкт очолив Сідні Ґотліб, але розпочався за наказом директора ЦРУ Аллена Даллеса 13 квітня 1953 року, була зменшена в обсязі в 1964 році, ще більше урізана в 1967 році і припинена в 1973 році. В даний час залишається суперечка про те, чи закінчилася ця операція чи триває досі. Програма займалася багатьма незаконними діями, в тому числі використанням громадян США і Канади як піддослідних, що призвело до розбіжностей щодо її легітимності М. К. Ультра використовував безліч методів для маніпулювання психічними станами людей і зміни функцій мозку, в тому числі прихованого введення ліків (особливо ЛСД) та інших хімічних речовин, гіпнозу, сенсорної депривації, ізоляції, словесного і сексуального насильства (включаючи сексуальне насильство над дітьми) й інші форми тортур.
Обсяг проєкту MKUltra був широким з дослідженнями, проведеними в 80 установах, включаючи коледжі та університети, лікарні, в'язниці та фармацевтичні компанії. ЦРУ діяло через ці установи з використанням фронтових організацій, хоча іноді високопосадовці знали про його
Проєкт MKUltra був вперше доведений до відома громадськості в 1975 році Церковним комітетом Конгресу США і комісією Президента Сполучених Штатів Америки Джеральдом Фордом по діяльності ЦРУ в Сполучених Штатах. Слідству заважав той факт, що директор ЦРУ Річард Гелмс наказав знищити всі файли MKUltra в 1973 році. Церковний комітет і розслідування Комісії Рокфеллера покладалися на присяжні свідчення безпосередніх учасників і відносно невелику кількість документів, що зберегли після наказу Гелмса. У 1977 році в Законі про свободу інформації було виявлено схованку з 20 000 документів, що відносяться до проєкту MKUltra, яка привела до слухань в Сенаті в тому ж році. Деяка збережена інформація про MKUltra була розсекречена в липні 2001 року.

## Передумови
Назва проєкту навмисно малозрозуміла. ЦРУ криптонімізувало диграф «MK», який означає, що проєкт був спонсорований Управлінням із технічного обслуговування, додавши до назви слово Ultra, використовуване для позначень найсекретнішої класифікації розвідувальних даних Другої Світової війни.
Проєкт був очолений Сідні Готлібом, проте почався ще за директора ЦРУ — Алана Велш Дуласа 13 квітня 1953 року. Мета проєкту полягала, зокрема, у розробці препаратів для контролю розуму, щоб застосовувати їх проти Східного блоку у відповідь на ймовірне використання радянських, китайських та північнокорейських засобів контролю розуму над американськими в'язнями впродовж Корейської війни. ЦРУ хотіло використовувати схожі методи на власних полонених і було зацікавлене у здатності маніпулювати світовими лідерами за допомогою них. ЦРУ часто проводило експерименти без відома та згоди суб'єктів. В деяких випадках наукові працівники фінансувались грантами фронтових організацій ЦРУ та не знали про те, що їхня праця використовувалась у інтересах управління.
Проєкт намагався виготовити ідеальну наркотичну речовину для допиту радянських шпигунів, і дослідити інші можливості контролю свідомості.
Більшість записів проєкту MKUltra було знищено в 1973 за наказом директора ЦРУ Річарда Гелмса, тому слідчим було досить важко отримати повне уявлення про більш ніж 150 дослідницьких підпроєктів, спонсорованих MKUltra та іншими пов'язаними програмами ЦРУ.
Проєкт почався у період, який Руперт Корнвел описував як «параноя» в ЦРУ, коли Америка втратила значну частину ядерних монополій і дедалі більше поширювалось побоювання комунізму. Головний контррозвідник ЦРУ Джеймс Ісен Енглтон вважав, що шпигун проник в організацію на найвищому рівні. Агентство витратило мільйони доларів на дослідження, вивчаючи методи впливу та контролю розуму для підвищення здатності отримувати інформацію від стійких суб'єктів під час допиту. Деякі історики стверджують, що однією з цілей MKUltra було створення об'єкта шляхом контролю розуму, так званого «манчжурського кандидата». Альфред Маккой заявив, що ЦРУ намагається зосередити увагу ЗМІ на таких «смішних» програмах, для того, щоб громадськість не розглядала основну мету дослідження, що розробляло ефективні методи допиту.
Один з документів MKUltra 1955 року вказує на розмір і діапазон зусиль. Він стосується вивчення асортименту психотропних речовин, описаних наступним чином:
1. речовини, які сприятимуть нелогічному мисленню та імпульсивності у момент, коли одержувач буде принижений на публіці;
2. речовини, що підвищують ефективність розумового процесу та сприйняття;
3. матеріали, які призведуть до того, що потерпілий стане швидше / повільніше зростати;
4. матеріали, які сприятимуть сп'янінню;
5. матеріали, які викликають ознаки та симптоми відомих захворювань зворотним способом, таким чином вони можуть бути використані для розмаїття тощо;
6. матеріали, які призведуть до тимчасового / постійного пошкодження мозку та втрати пам'яті;
7. речовини, які підвищать здатність людей протистояти катуванню та примусу під час допиту та так званим «промиванням мізків»;
8. матеріали та фізичні методи, які викликають амнезію подій після прийняття;
9. фізичні методи виробництва шоку і плутанини протягом тривалого періоду часу;
10. речовини, які виробляють фізичні нездатності: параліч ніг, гостру анемію тощо;
11. речовини, які виробляють хімічну речовину, здатну викликати набряки;
12. речовини, які змінюють структуру особистості таким чином, посилюється тенденція одержувача стати залежною від іншої людини;
13. матеріал, який спричинить психічну плутанину такого типу, піддається їй індивідуальному впливу, буде важко підтримувати вигад під сумнів;
14. речовини, що знижують амбіційність та загальну ефективність праці чоловіків при введенні в невизначені кількості;
15. речовини, що сприяють слабкості або спотворення зору та слуху, бажано без постійних ефектів;
16. препарат зі снодійним, який можна приховано вводити в напої, їжу, сигарети, як аерозоль тощо, безпечний для використання та забезпечує щонайдовший термін амнезії;
17. матеріал, який може бути прихований вищевказаними способами та у дуже малих кількостях ускладнить фізичну активність людини;

В одному із повідомлень Церковного Комітету було зазначено: «Наркотичні речовини використовувались передусім як допоміжний засіб під час допитів, проте не виключено, їхнє застосування для переслідування, дискредитації тощо».

## Інші відповідні проєкти
У 1964 році започатковується програма MKSEARCH — продовження програми MKULTRA. Програма MKSEARCH була розділена на два проєкти: MKOFTEN / CHICKWIT. Фінансування програми було розпочато в 1965 році, і закінчилося в 1971. Проєкт був спільним для Сил армійського хімічного корпусу США та Управлінням досліджень і винаходів Агентства Центрального розвідки з метою пошуку нових агентів. Мета проєкту полягала у розробці, тестуванні та оцінці можливостей прихованого використання систем і технологій біологічних, хімічних та радіоактивних матеріалів для створення передбачуваних поведінкових та / або фізіологічних змін людини у підтримці високочутливих оперативних вимог.
До травня 1971 року більше 26 000 потенційних агентів було залучено для майбутнього тестування. ЦРУ було зацікавлене у структурі пташиної міграції для дослідження хімічної та біологічної війни у проєкті MKUltra, де був зазначений Підпроєкт 139 «Дослідження пташиних хвороб» у штаті Пенсільванія.
MKCHICKWIT стосувався отримання інформації про нові розробки ліків у Європі та на Сході, а також придбання їхніх зразків.

## Викриття
В 1973, серед загальної паніки, викликаної Вотергейтом, директор ЦРУ Річард Гелмс оприлюднив наказ про знищення усіх документів MKUltra. Відповідно до цього наказу більшість документів ЦРУ, включаючи проєкт, були знищені, що унеможливило розслідування над MKUltra. Приблизно 20 000 документів витримали очищення Керма, оскільки були неправильно збережені у фінансових та будівельних записах, згодом їх було виявлено за запитом Float в 1977 році. Ці документи були ретельно досліджені впродовж Сенатського слухання 1977 року. У грудні 1974 року «Нью-Йорк таймс» видало статтю, у якій стверджувало, що ЦРУ вело незаконну внутрішню діяльність, включаючи експерименти над громадянами США, в 1960-х роках. Ця стаття зумовила розслідування під наглядом Конгресу США у формі Церковного комітету та комісії, відомої як Рокфелерська, яка вивчала незаконну внутрішню діяльність ЦРУ, ФБР та агентств, пов'язаних із військовою розвідкою.
Влітку 1975 року звіт церковного комітету і доповідь президентської комісії Рокфеллера вперше оприлюднили інформацію, що ЦРУ та Міністерство оборони проводили експерименти над людьми в рамках програми пошуку впливу і контролю над поведінкою людини за допомогою використання психотропних препаратів, таких як ЛСД і мескалін, а також інших хімічних, біологічних та психологічних засобів. Вони також виявили, що є принаймні один постраждалий, Френк Олсон, котрий помер після введення ЛСД. Багато матеріалів було досліджено у звіті, збереженому під час знищення усіх записів стосовно проєкту, інспектора генерального офісу у 1963 році. Однак він містив мало деталей. Сідні Готтліб, який пішов у відставку з ЦРУ два роки тому, був допитаний комітетом, але стверджував, що йому відомо занадто мало про діяльність MKUltra.
Відповідно до рекомендацій Церковного комітету, Президент Джеральд Форд в 1976 році видав перший наказ про розвідувальні заходи, який, зокрема, забороняв «випробовувати наркотичні речовини на людях, за винятком інформованої згоди, в письмовій, підтвердженій формі, кожного суб'єкта експерименту» відповідно до керівних принципів, викладених Національною комісією. Подальші заходи президентів Картера та Рейгана розширили цю директиву до застосовувань будь-яких експериментів над людьми.
На сенаті 1977 року Тед Кеннеді сказав: «Заступник директора ЦРУ виявив, що більш ніж тридцять університетів та установ були залучені до програми „екстенсивного тестування та експериментів“, яка включала в себе приховані випробування наркотиків на людях всіх соціальних рівнів, корінних американців та іноземців». 
Саме ЦРУ згодом визнало, що ці експерименти не мали багато спільного із науковими дослідами. Агенти, що здійснювали спостереження, не були кваліфікованими науковими спеціалістами.

## Звіт генерального бухгалтерського обліку США 1994 року
Головне фінансове управління США опублікувало доповідь , 28 вересня 1994, в якій говориться, що в період з 1940 по 1974 рік, Міністерство оборони та інші органи національної безпеки вивчали тисячі людських суб'єктів за допомогою тестів і експериментів, пов'язаних з небезпечними речовинами.
Цитата з дослідження: Працюючи з ЦРУ, міністерство оборони США видало галюциногенні препарати тисячам (добровольців) солдатів 1950-х та 1960-х років. Багато з цих випробувань було проведено під так званою програмою MKULTRA, створеної як протидія радянським та китайським досягненням у галузі контролю свідомості. У період з 1953 по 1964 рр. Програма складалася з 149 проєктів, що включали тестування наркотиків та інші дослідження на мимовільних людях.

## Постраждалі
Враховуючи цілеспрямоване знищення ЦРУ більшості записів, його недотримання протоколів інформованої згоди з тисячами учасників, неконтрольований характер експериментів та відсутність даних, повний вплив проєкту MKUltra, включаючи смерті, не відомий.
Одна з найвідоміших смертей, пов'язаних із проєктом, смерть Френка Олсона.
Олсону, біохіміку армії Сполучених Штатів та досліднику біологічної зброї, ввели ЛСД без його відома чи згоди в листопаді 1953 р., враховуючи це як частину експерименту. Олсон здійснив самогубство вистрибнувши з вікна через тиждень. Лікар ЦРУ, що був призначений для спостереження за Олсоном, стверджував, що він спав в іншому готельному номері в Нью-Йорку, коли Олсон відчинив вікно і викинувся з нього. У 1953 році смерть Олсона була описана як самогубство, що відбулося під час важкого психотичного стану. Власне внутрішнє розслідування ЦРУ дійшло висновку, що керівник хімічного факультету MKUltra Сідні Готліб провів експеримент з ЛСД поставивши до відома Олсона, хоча ні Олсон, ні інші люди, які брали участь у цьому експерименті, не були чітко проінформовані про точний характер препарату через 20 хвилин після його прийому.
Сім'я Олсона відкидає офіційну версію подій. На їхню думку Френка Олсона було вбито, особливо після його досвіду з ЛСД, він став ризиком для безпеки, що міг би розкрити державну таємницю, пов'язану з високо класифікованими програмами ЦРУ. За кілька днів до своєї смерті Френк Олсон залишив свою посаду начальника відділу спеціальних операцій в Детріку, штат Меріленд (пізніше Форт Детрік) через серйозну моральну кризу щодо природи свого дослідження біологічної зброї. Серед побоювання Олсона були розробки матеріалів вбивства, використовуваних ЦРУ, використання ЦРУ в матеріалах біологічної зброї в прихованих операціях, експерименти з біологічною зброєю в населених пунктах, співпраця з колишніми нацистськими вченими в рамках операції «Паперовий клейр», дослідження «Контроль за розумом» та використання психотропних препаратів під час «термінальних» допитів під програмним кодом «Проєкт АРТІЙКО». Пізніші судово-медичні докази суперечили офіційній версії подій; коли тіло Олсона було ексгумовано в 1994 році, ушкодження очниць свідчили про те, що Олсона знепритомнів перед тим, як він викинувсь з вікна. Медичний експерт назвав смерть Олсона «убивством». У 1975 році сім'я Олсона отримала виплату в розмірі 750 тисяч доларів США від уряду США та офіційні вибачення з боку президента Джеральда Форда та директора ЦРУ Вільяма Колбі, хоча їхні вибачення стосувались лише проінформованих згод стосовно прийому Олсоном ЛСД. 28 листопада 2012 року сім'я Олсона подала позов проти федерального уряду США за несправедливу смерть Френка Олсона. 

## Наслідки
Після виходу на пенсію в 1972 році Готліб відмовився від усіх зусиль, спрямованих на виконання програми MKUltra ЦРУ, як марних. ЦРУ наполягає на тому, щоб проєкти на кшталт MKUltra були заборонені, хоча журналіст-слідчий Елізабет Ніксон (мати якої була піддослідною) стверджує, що вони продовжуються і сьогодні, проте з різним набором абревіатур. Віктор Маркетті, який утримував декілька посад у ЦРУ до звільнення у 1969 році, заявив у 1992 році, що ЦРУ регулярно проводить дезінформаційні кампанії та продовжує проводити досліди над контролем свідомості.

## У популярній культурі

### Фільми
- Ананас Експрес зображує проєкт MKULTRA у вступній сцені
- Пан Прай (американський фільм 2015 року) Хоппер (зображений Тімом Ротом) згадує програму CIA ULTRA (27 хвилин 15 секунд) як частину фундації для мотивів та попередніх дій головного героя.
- Розділ «Банші» багато в чому базується на MKULTRA.
- Лідер Якоба натякає на проєкт MKULTRA у всьому фільмі.
- Проєкт теорії змови про фільм «MKULTRA» від 1997 року згадується доктором Джонасом (Patrick Stewart), який каже, що очолив проєкт. Також головний герой Джеррі (Мел Гібсон) доктор Джонас повідомив, що він буде тестовим об'єктом проєкту MKULTRA.

### Аудіо
- Пісня «MK Ultra», виконана британською групою Muse, безпосередньо посилається на цей проєкт у назві та використовує лірику для передачі безпосереднього впливу проєкту.
- Текст пісні «Look… The Sun Rising», відкриття до альбому The Flaming Lips 2013 The Terror , розповідає «маленький космічний корабель» як механізм управління розумом MKUltra.
- Пісня «4-го відгалуження» репера Immortal Technique з альбому «Revolutionary Volume 2» порівнює сучасні засоби масової інформації з MKUltra, «контроль над мозком».
- Пісні «Уряд США» і «MK Ultra» від Black Rebel Motorcycle Club роблять пряме посилання на проєкт.
- Пісня "Psychotron" репера YOURA

### Інше
- Стівен Кінг Книга Firestarter
- Алан Глінн, ірландський письменник, використовує проєкт MKUltra як частину фону для свого сюжету в «Безмежні» (також фільм) та «Парадіме» (2016).
- У грі Outlast висуваються декілька основних посилань із документів на МК-Ультра і випливає, що психіатрична лікарня Маунт-Мессів була об'єктом ЦРУ при Холодній війні та була частиною програми МК-Ультра.
- Проєкт MKUltra згадується в Call Of Duty: Black Ops, як спроба Радянського Союзу перетворити головного героя Алекса Мейсона на радянського агента зі спікером з наказом убити президента Кеннеді. Експерт Мейсона, агент ЦРУ Джейсон Гудсон, навіть згадує про це, коли розповідає Мейсону про те, що Радянські сили промивали йому мізки.